# Škola v Milavčích
Škola v Milavčích je barokní stavba z roku 1755, která stojí v obci Milavče v okrese Domažlice. Budova školy je nemovitou kulturní památkou, která byla zapsána do státního seznamu kulturních památek pod číslem: 25179/4-2145.

## Historie
Původní budova pozdně barokního stylu byla postavena v roce 1755 městem Domažlice jako lázeňský a poutní dům. Ten měl být využíván poutníky, kteří navštěvovali kapli svatého Vojtěcha a zázračný svatovojtěšský prameni v Milavčích. O lázně byl malý zájem a předpokládaný zisk se nedostavil. Po jedenácti letech v roce 1786 domažlický magistrát daroval budovu obci Milavče. V té době byla v obci zřízena lokálie a tak kněz byl ubytován v prvním patře budovy. V přízemí byl byt pro učitele a jednotřídka. První učitel byl pro tuto školu stanoven v roce 1788. Po přestěhování faráře do nové fary byla budova užívána jen jako škola, do které docházely děti z Milavčí a okolních obcí Radonic, Chrastavic a Božkova. V roce 1876 navštěvovalo školu 178 žáků a v roce 1884 to bylo 185 žáků. V roce 1913 měla být škola pro značně chatrný stav zbořena. Zásluhou památkového úřadu v Praze a jeho finančního příspěvku na opravu se od zboření ustoupilo. V letech 1971–1974 prošla budova školy rozsáhlou rekonstrukcí a v roce 1999 byl opraven krov a střecha nově pokryta šindelem. V budově (2024) sídlí základní škola se dvěma třídami se spojenými ročníky pro 40 dětí. Zřizovatelem školy (od roku 2003 je příspěvkovou organizací) je obec Milavče. Škola zaujímá přízemí a v patře jsou kanceláře obecního úřadu a dva obecní byty. V blízkosti budovy stojí kaple svatého Vojtěcha. Budova patří mezi nejdéle provozovaná školní zařízení (bez přerušení provozu).

## Popis
Budova školy je volně stojící stavba postavena na půdorysu obdélníku. V prvním nadzemním patře je zděná a omítaná. Druhé nadzemní patro je roubené pobité šindelem. Střecha je mansardová valbová s námětky krytá šindelem posazena na předsazených vazných trámech. Severní průčelí je v ose vstupní portál s obloukovým záklenkem vložený mezi hladké pilastry s římsovými hlavicemi. V nadpraží je zalamovaná římsa a nad ní orámované pole s nápisem ŠKOLA, které nesou pilastry. Dřevěné dvoukřídlé dveře jsou zdobené skládaným pokryvem a síťovinou oblých hlav hřebíků. V průčelí v přízemí jsou po stranách vchodu dvě okenní osy. Patro má pět okenních os. Východní průčelí je trojosé. V přízemí mezi slepými okny v ose je obdélný vchod s jednokřídlými dveřmi a nadsvětlíkem. Jižní průčelí má šest os. V přízemí východního průčelí je obdélný vchod s jednokřídlými dveřmi a nadsvětlíkem. Všechna okna jsou obdélná šestitabulková v líci zdiva. Jednokřídlé dveře jsou zdobené skládaným pokryvem. Místnosti a chodby jsou plochostropé (neklenuté). Schodiště do prvního parta má valený strop. V patře se zachoval prostor černé kuchyně.